# (3677) Magnusson
(3677) Magnusson es un asteroide perteneciente al cinturón de asteroides, descubierto el 31 de agosto de 1984 por Edward Bowell desde la Estación Anderson Mesa (condado de Coconino, cerca de Flagstaff, Arizona, Estados Unidos).

## Designación y nombre
Designado provisionalmente como 1984 QJ1. Fue nombrado Magnusson en honor al astrónomo sueco Per Magnusson.